# Чурештій-Ной
Чурештій-Ной (рум. Ciureștii Noi) — село у повіті Галац в Румунії. Входить до складу комуни Белешешть.
Село розташоване на відстані 220 км на північний схід від Бухареста, 80 км на північ від Галаца, 117 км на південь від Ясс.

## Населення
За даними перепису населення 2002 року у селі проживали 597 осіб, усі — румуни. Усі жителі села рідною мовою назвали румунську.